# 臺南市新市區新市國民小學
臺南市新市區新市國民小學，簡稱新市國小，是一所位於臺灣臺南市新市區的市立國民小學。

## 校徽
- 綠色代表新希望，紅色代表活力。
- 整體構圖以S為基礎，象徵Super超級國小的感覺。
- 整個感覺恰似操場跑道，希望學子除了書讀得好，身體也能健康。

## 學區
- 基本學區：新市區三舍里、大洲里、社內里、港墘里、新市里、新和里、豐華里
- 共同學區：新化區北勢里7至8鄰（大新國小）、新市區永就里8至10鄰（大新國小）、永就里1至7鄰（大社國小）、大營里1至11、13至17鄰（大社國小）、大營里12鄰（大社國小、小新國小）

## 歷任校長
| 時代     | 性別 | 校長             |
| -------- | ---- | ---------------- |
| 大正6年  | 男   | 加藤虎太郎(主任) |
| 大正7年  | 男   | 喜入柔準         |
| 大正8年  | 男   | 失野乙失         |
| 大正9年  | 男   | 鈴木章良         |
| 大正14年 | 男   | 藤原宗七         |
| 昭和1年  | 男   | 釘丸竹次         |
| 昭和4    | 男   | 森知名           |
| 昭和5    | 男   | 渡邊貫吾         |
| 昭和9    | 男   | 前元真良         |
| 昭和13   | 男   | 永田敏一         |
| 昭和18   | 男   | 竹下實雄         |

| 時代        | 性別 | 校長   |
| ----------- | ---- | ------ |
| 民國35年1月 | 男   | 李瑞琳 |
| 民國35年4月 | 男   | 洪順聯 |
| 民國57年    | 男   | 吳敬   |
| 民國64年    | 男   | 孫曰重 |
| 民國74年    | 男   | 康天祐 |
| 民國82年    | 男   | 施銘徨 |
| 民國86年    | 男   | 李天財 |
| 民國90年    | 男   | 蘇恭鴻 |
| 民國94年    | 男   | 余孟和 |
| 民國100年   | 女   | 張瓊文 |
| 民國108年   | 男   | 李智賢 |

## 沿革
- 大正6年（1917年）4月1日：創建本校，當時名為大目降公學校新市分校。
- 大正9年（1920年）4月1日：獨立為新市公學校。
- 昭和16年（1941年）4月1日：校名改為新市國民學校。
- 民國36年（1947年）2月：校名改為台南縣新市鄉新市國民學校。
- 民國45年（1956年）12月：附設新市國民學校幼稚班（四班）。
- 民國53年（1964年）9月：開始全校供應營養午餐。
- 民國57年（1968年）7月：因實施九年國民義務教育，改制為新市國民小學。

## 教學大樓
- 東薈樓
- 西銘樓
- 南嘉樓
- 北賢樓
- 廣文樓
- 勵新樓

## 外部連結
- 臺南市新市區新市國民小學（页面存档备份，存于）